# Hector

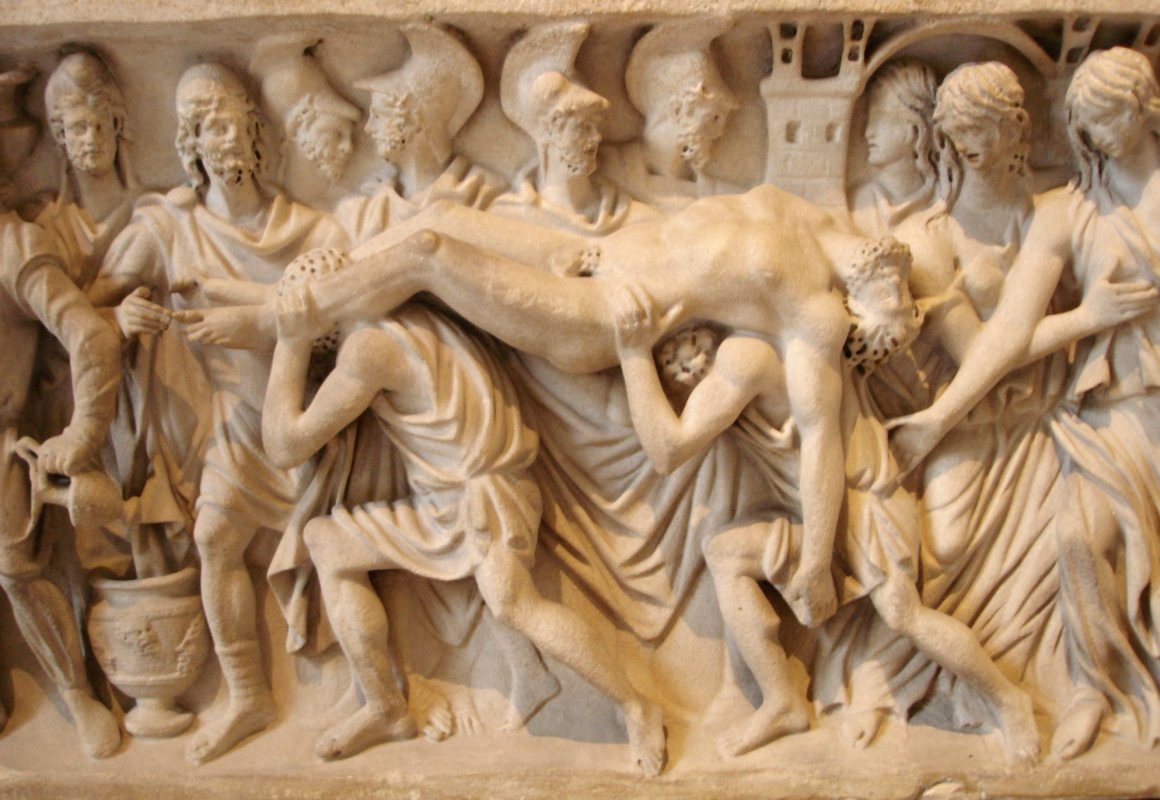
Cadavrul lui Hector adus la Troia
detaliu de basorelief de pe un sarcofag roman de marmură, circa 180-200 e.n.

Hector este un erou troian, menționat în Iliada ca fiind fiul regelui Priam și al Hecubei și soțul Andromacăi, cu care a avut un fiu: pe Astyanax zis și Scamandrius.
Hector era cel mai viteaz dintre troieni. Știind dinainte că avea să moară în luptă ucis de Ahile, că cetatea lui avea să fie distrusă, el a continuat totuși să lupte alături de ai săi. În cel de-al zecelea an de război, când luptele se dădeau sub zidurile Troiei, Hector seamănă groază și moarte în tabăra grecilor. După ce-i ucide pe cei mai vajnici dintre ei, în frunte cu Patrocles, după ce conduce atacul dezlănțuit de troieni împotriva corăbiilor grecești, pe care le incendiază, Hector rămâne singur afară din cetate, să-l înfrunte pe Ahile. El este fugărit de trei ori în jurul zidurilor Troiei de către eroul „cel iute de picior” și cade, răpus de mâna lui, sub privirile îngrozite ale părinților săi, care urmăresc lupta de sus, de pe ziduri. Cadavrul lui Hector e legat de carul lui Ahile și târât de către acesta prin pulbere, apoi dus în tabăra ahee. Mai târziu, la cererea și rugămințile lui Priamus, Ahile le înapoiază troienilor cadavrul lui Hector, care-l ard pe rug, cu mare cinste.